# Micheal Azira
Micheal Azira né le 22 août 1987 à Kampala, est un footballeur international ougandais. Il joue au poste de milieu défensif dans divers clubs d'Amérique du Nord de Major League Soccer et de USL Championship. Depuis janvier 2023, il occupe le poste d'entraîneur aux Toppers de Blue Mountain (en), en NAIA.

## Biographie

### En club

#### Formation et parcours universitaire
Micheal Azira étudie aux États-Unis dans le Kentucky. Il joue au soccer universitaire dans le circuit mineur de la NAIA. En 2010, il s'aligne en PDL avec l'équipe amateure du Brilla du Mississippi basée à Jackson. Pour sa dernière sa dernière saison universitaire, il rejoint l'Université de Mobile et évolue avec les Rams également en NAIA.

#### Débuts professionnels en USL Pro
Ces performances lui valent d'être invité au camp de détection de la USL Pro. Il fait forte impression et signe un contrat professionnel avec le Battery de Charleston. Il devient un joueur important de l'équipe à qui il offre le titre en inscrivant l'unique but de la finale 2012 contre les Hammerheads de Wilmington à la 74e minute.

#### Progression en MLS
Le 6 mars 2014, Azira s'engage avec les Sounders de Seattle après avoir convaincu Sigi Schmid lors de la présaison.
Les Sounders ne renouvellent pas le contrat d'Azira à l'issue de la saison 2015. Il rejoint alors les Rapids du Colorado via des repêchages.
Le 8 août 2018, il rejoint l'Impact de Montréal en retour d'un choix de quatrième ronde lors du repêchage universitaire 2020 de la MLS. 
Un an plus tard, alors que le joueur ougandais profite d'absences au milieu du terrain de la formation québécoise pour obtenir des minutes de jeu et qu'il retrouve la sélection nationale, il est échangé contre Jorge Luis Corrales au Fire de Chicago le 7 août 2019.

#### Retour au niveau inférieur
Libre de tout contrat après la fin de son contrat avec le Fire de Chicago, Micheal Azira retrouve un club en s'engageant à New Mexico United, en USL Championship et retourne ainsi dans une ligue mineure. Au terme de la saison 2022, son contrat n'est pas renouvelé par New Mexico United et il met un terme à sa carrière professionnelle.

### En sélection
Azira est appelé pour la première fois en équipe nationale senior le 7 septembre 2013 à l'occasion d'un match de qualification pour la coupe du monde contre le Sénégal à Marrakech (défaite 1-0). Présent sur le banc de touche, il n'entre pas en jeu lors de ce match.

### Parcours d'entraîneur
Peu après son départ de New Mexico United et sa retraite sportive, le 26 janvier 2023, Micheal Azira est recruté par les Toppers de Blue Mountain (en) pour mener l'équipe en NAIA,. Il retrouve ainsi le Mississippi où il a évolué durant deux étés (2010 et 2011) avec le Brilla en PDL.

## Palmarès
Battery de Charleston
- Vainqueur de la Coupe USL Pro en 2012

 Sounders de Seattle
- Vainqueur de la Lamar Hunt U.S. Open Cup en 2014